# Cisticola carruthersi
Cisticola carruthersi là một loài chim trong họ Cisticolidae.